# Кандиконда
Кандиконда Ядагири (телугу కందికొండ యాదగిరి; 13 октября 1973, Нарсампет, Андхра-Прадеш — 12 марта 2022, Хайдарабад) — индийский поэт-песенник, сочинявший тексты песен для фильмов на телугу.

## Биография
Родился 13 октября 1973 года в деревне Нагурлапалли мандала Нарсампет округа Варангал (ныне штат Телингана). Получил степень магистра в области языка телугу и политики в Османском университете. Там же ему была присуждена докторская степень за исследование «Ситуационные песни в кино на телугу».
Благодаря знакомству с композитором Чакри, смог дебютировать в кино, написав тексты песен для фильма Itlu Sravani Subramanyam (2001) Пури Джаганнатха. Впоследствии стал известен как один из основных авторов текстов этого режиссёра. Помимо Чакри поэт работал с такими композиторами как А. Р. Рахман, Юван Шанкар Раджа, Д. Имман, Харрис Джаярадж, Мани Шарма, Сандип Чаута. Его перу принадлежит более 1200 песен, среди которых «Malli kuyave guvva» (Itlu Sravani Subramanyam), «Chupultho guchi guchi champake» (Idiot, 2002), «Chennai chandrama» (Amma Nanna O Tamila Ammayi, 2003), «Madhurame madhurame» (Sathyam, 2003), «Malleteegaroi» («Месть сына», 2004), «Akkad bakkad bombai po» («Лучшие», 2005), «Gala gala paruthunna» («Вооружён и очень опасен», 2006), «I wanna spiderman» («Сталин», 2006), «Ninne ninne» («Настоящий герой», 2007), «Manasa» («Мунна», 2007), «You are my chocobar» («Прыжок гепарда», 2007) и «One more time» («Крутой нрав», 2015). Последний раз песни с его текстами прозвучали в фильме Kothala Rayudu 2022 года.
Кандиконда также написал тексты для нескольких фолк-песен, посвященных фестивалю Батукамма и культурному наследию Телинганы. Его песня «Bhoomi Porallo Maagani» описывает историю и развитие Singareni Collieries Company, основной угледобывающей компании штата.
В 2021 году поэт был госпитализирован для лечения рака горла и провел в больнице несколько месяцев, прежде чем болезнь отступила. Однако опухоль поразила его спинной мозг. Кандиконда скончался 12 марта 2022 в своем доме в Хайдарабаде.